# ОпиумRoz
ОпиумRoz е дебютен студиен албум на руската поп-група Серебро. Издаден е на 25 април 2009 г. от Monolit Records.

## Обща информация
Албумът включва 11 песни, като първата е „Song #1“, която е на 3-то място в конкурса Евровизия 2007 г. По начало е насрочен за 17 септември 2008 г., но възникват проблеми със списъка на песните. В подкрепа на албума е проведен безплатен концерт с участието и на други изпълнители на Максим Фадеев на Поклонная гора в Москва, на който присъстват около 70 хиляди души. На 2 март 2010 г. е издадена и международна версия, чрез iTunes от финландския лейбъл Symbolic Records.
„Пыль ангелов“ и „Мы взлетаем“ са соло песни: първата на Елена Темникова, а втората на Олга Серябкина.

## Състав
- Елена Темникова
- Марина Лизоркина
- Олга Серябкина

## Списък с песни

### Оригинален траклист
1. Song #1 - 3:01
2. Дыши - 4:30
3. Under Pressure - 3:27
4. Dirty Kiss - 4:42
5. Sound Sleep - 5:11
6. Пыль Ангелов - 3:31
7. Never Be Good - 3:15
8. What's Your Problem - 3:34
9. Скажи, не молчи - 3:34
10. Опиум - 3:44
11. Мы Взлетаем - 7:37

### Интернационално издание
1. Dirty Kiss - 4:42
2. Дыши - 4:30
3. Мы Взлетаем - 7:37
4. Never Be Good - 3:15
5. Опиум - 3:44
6. Пыль Ангелов - 3:31
7. Скажи, не молчи - 3:34
8. Song #1 - 3:01
9. Sound Sleep - 5:11
10. Under Pressure - 3:27
11. What's Your Problem - 3:34

## Позиции в класациите

### Албум
| Класация (2009) | Най-добра позиция |
| --------------- | ----------------- |
| Amazon Продажби | 202,840           |

### Сингли
| Година | Заглавие          | Най-добър резултат | Най-добър резултат | Най-добър резултат | Най-добър резултат | Най-добър резултат | Най-добър резултат | Най-добър резултат | Най-добър резултат |    |     |
| ------ | ----------------- | ------------------ | ------------------ | ------------------ | ------------------ | ------------------ | ------------------ | ------------------ | ------------------ | -- | --- |
| Година | Заглавие          | 2007               | „Song #1“          | 1                  | —                  | 36                 | 99                 | 35                 | 68                 | 72 | 247 |
| „Дыши“ | 2                 | 2007               | —                  | —                  | —                  | —                  | —                  | —                  | —                  |    |     |
| 2008   | „Опиум“           | 1                  | 4                  | —                  | —                  | —                  | —                  | —                  | —                  |    |     |
| 2008   | „Скажи, не молчи“ | 1                  | 5                  | —                  | —                  | —                  | —                  | —                  | —                  |    |     |

## Отзиви
ОпиумRoz получава положителни отзиви от независими критици. NewsMusic.ru казва, че половината от албума е „твърди експериментални песни“ като на The Prodigy и Depeche Mode. В ревюто се пише още, че „Sound Sleep“ е „петминутен психеделичен арт рок с магически кратки шушукания“, което е подобно на Pink Floyd. Направено от сърце, но без продължение.

## Дигитално премахване
Към края на 2012 г., ОпиумRoz е отстранен от iTunes в световен мащаб. От някои доклади се разбира, че Symbolic Records губи правата за разпространението на студийния албум. Не след дълго, албумът е премахнат и от Amazon.com без обяснение защо.
Всички останали албуми, включително Mama Lover, остават в iTunes, като това вече означава, че ОпиумRoz може да се счита за колекционерска находка физически и дигитално. Песните от албума, включително и синглите на английски като „Angel Dust“, „We Take Off“ и „Under Pressure“, все още могат да намерят на стрийминг музикалните сайтове.